# Flightline
Flightline war eine britische Fluggesellschaft mit Sitz in Southend-on-Sea.

## Geschichte
Die Gründung der Flightline erfolgte im April 1989. Zunächst mit Geschäftsflugzeugen handelnd, nahm Flightline den Flugbetrieb mit IT-Charterflügen für den Reiseveranstalter Palmair auf.
Am 5. Januar 1996 übernahm Flightline eine überschüssige BAe 146-200 aus dem Bestand der USAir. Die über Alpine Aviation geleaste Maschine fand auf Flügen von London in die Schweiz im Namen des Reiseveranstalters Falcon Travel Verwendung. Zum 1. April desselben Jahres zog die Gesellschaft mit ihrem Firmensitz vom Flughafen London Gatwick zum Flughafen London Stansted und gab die Indienststellung zweier BAe ATP bekannt.
2001 übernahm Flightline die Verbindung Aberdeen – Shetland von der insolventen British World Airlines. Darüber hinaus vermietete man die eigenen Flugzeuge an andere Fluggesellschaften und führte Flüge für die Auto- und Ölindustrie sowie Prominente und Fußballclubs durch.
Am 3. Dezember 2008 um 10 Uhr meldete Flightline Insolvenz an. Bereits sechs Monate zuvor hatte das Helikoptertransportunternehmen Bristow von einer Verlängerung des Vertrags mit Flightline abgesehen und Eastern Airways für die zukünftige Durchführung der vier täglichen Flüge zwischen Aberdeen und Shetland verpflichtet.

## Flugziele
Flightline bot auf Abruf Charterflüge zu Zielen in ganz Europa an. Im Linienverkehr flog die Gesellschaft zwischen Aberdeen und Shetland.

## Flotte

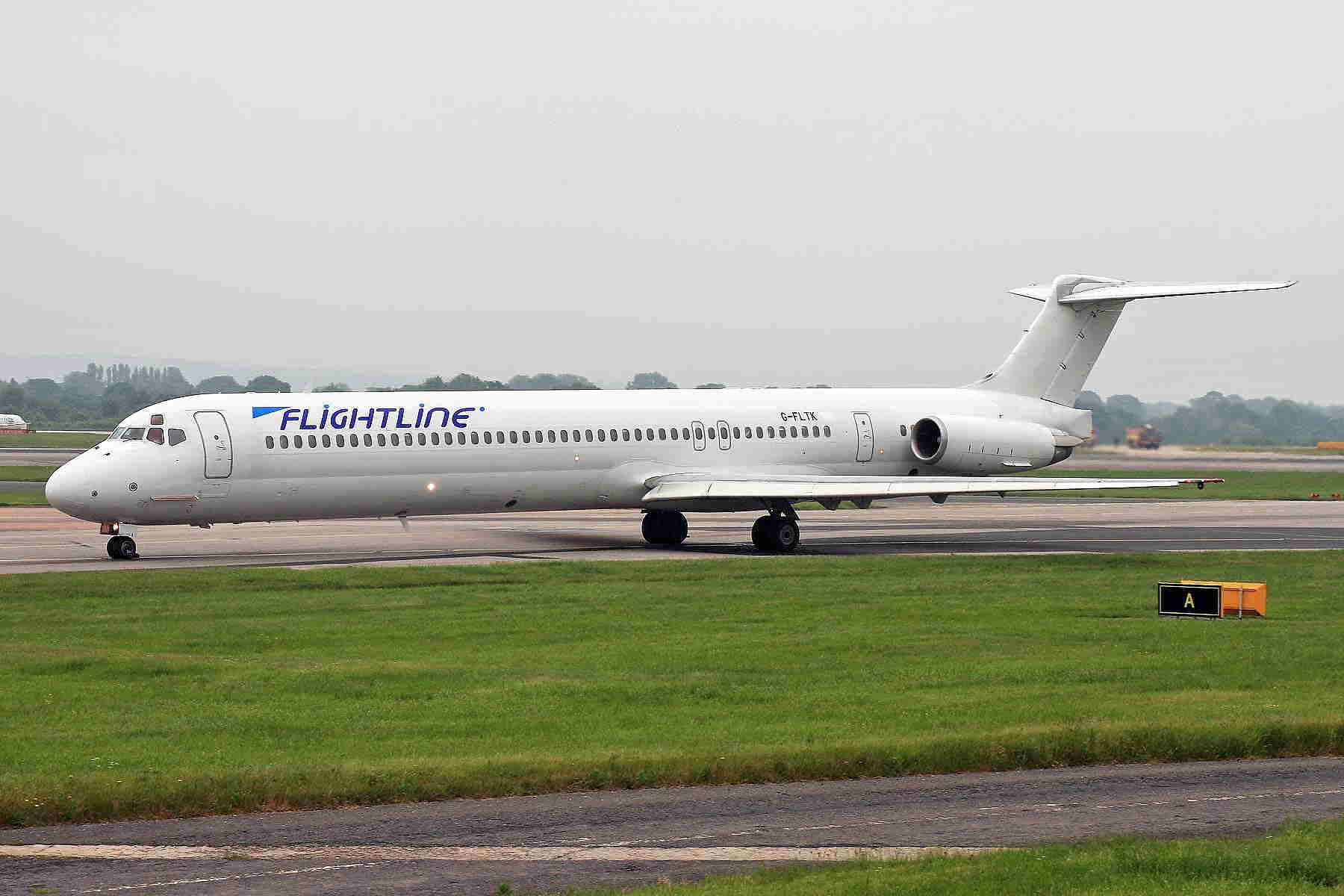
McDonnell Douglas MD-83 der Flightline

Zum Zeitpunkt der Betriebseinstellung im Dezember des Jahres 2008 bestand die Flotte der Flightline aus sieben Flugzeugen:
- 4 BAe 146-200
- 1 BAe 146-300
- 2 McDonnell Douglas MD-83

Zudem verwendete man in der Zeit des Bestehens auch Flugzeuge der Typen BAe ATP und ATR 42.

## Trivia
Nur viereinhalb Stunden nach Insolvenzanmeldung hätte Flightline den FC Portsmouth zu einem UEFA-Cup-Spiel nach Deutschland bringen sollen. Der Verein griff schließlich auf eine Maschine der deutschen WDL Aviation zurück; es entstand eine Verzögerung von 3 Stunden.